# Myotis nigricans
Myotis nigricans, svart fladdermus, är en fladdermusart som först beskrevs av Schinz 1821.  Myotis nigricans ingår i släktet Myotis och familjen läderlappar. IUCN kategoriserar arten globalt som livskraftig.

## Underarter
Fyra underarter finns listade i ITIS (The Integrated Taxonomic Information System):
1. Myotis nigricans carteri,  LaVal, 1973 (Eponym, doktor Dilford Carter till ära.)
2. Myotis nigricans extremus,  Miller and G. M. Allen, 1928
3. Myotis nigricans nigricans, Schinz, 1821
4. Myotis nigricans osculatii, Cornalia, 1849[6]

## Beskrivning
Myotis nigricans är en relativt liten fladdermus, som fått sitt artnamn efter den svarta pälsen. Färgen kan emellertid variera och kan också variera från mörkbrun till ljusbrun eller brunröd. Vingarna, svansen, ansiktet och de spetsiga öronen är svarta eller mörkt bruna. Pälsen är mjuk och glansig.
Längden utan svans är 3,8 – 5,2 centimeter och svansen är 2,8 – 4,4 centimeter, varför den totala längden inte uppnår 10 centimeter ens hos stora exemplar. Vikten varierar mellan 3 och 6 gram.

## Utbredning
M. nigricans förekommer från Mexiko i norr till Peru, Bolivia Paraguay, Brasilien och norra Argentina samt  i Små Antillerna. Arten förekommer i skogsmarker, trädgårdar och på jordbruksmark.

## Ekologi
Arten är nattaktiv och lever av insekter. I grottorna där arten vilar uppstår ibland temperaturer över 42 °C, men där kan den inte stanna mer än 2 timmar. Flera individer vilar tätt intill varandra och bildar en flock. Vanligen finns bara ett fåtal hannar i flocken och det antas förekomma någon slags hierarki. I samma grotta sover ibland upp till 1 000 individer. Ofta förekommer blandade kolonier med andra fladdermöss.
Honor har tre kullar per år mellan december och augusti och hon parar sig kort efter ungarnas födelse igen. Däremot sker ingen parning mellan augusti och december. Så föds ungarna under fuktiga tider när antalet insekter är störst. Nyfödda ungar håller sig under tre dagar fast i moderns päls. Sedan stannar de i grottan och bildar ungdjursflockar. Troligtvis känner en hona igen sin unge med hjälp av kroppslukten eller ungens läte. Ungen får efter cirka tre veckor flygförmåga, men den behöver en eller två veckor till, innan den kan manövrera lika bra som de vuxna djuren. Ungefär vid samma tid slutar honan med digivning. Hannar blir könsmogna efter 15 till 17 veckor. Vissa individer kan leva sju år i naturen.
Myotis nigricans har ett antal naturliga fiender såsom tamkatter, amerikanska opossumråttor, andra fladdermöss, ormar samt stora spindlar och kackerlackor.